# Білоконь Юрій Сергійович
Ю́рій Сергі́йович Білоко́нь (нар. 14 липня 1983, м. Помічна, Добровеличківський район, Кіровоградська область) — український актор і кастинг-директор.

## Біографія
З 2005 року працює асистентом режисера по акторам масових сцен в Одесі та по Україні.
У 2006 році закінчив курси акторської майстерності при Одеському національному політехнічному університеті.
Також є співкерівником творчого об'єднання «Ещё дублик!» (м. Одеса).

## Фільмографія
- 2007 — Сапери (Росія, Україна) — полонений (немає в титрах).
- 2008 — Героїня свого роману — епізод.
- 2009 — Одружити Казанову — зустрічаючий (немає в титрах).
- 2009 — Пістолет Страдіварі (Росія, Україна) — п'яний на дискотеці.
- 2009 — Приватний розшук полковника у відставці (Росія) — побитий міліціонер.
- 2010 — Буду пам'ятати (Росія) — провідник (немає в титрах).
- 2010 — Якби я тебе любив … (Росія) — офіціант (немає в титрах).
- 2010 — Хроніки зради (Росія) — бухгалтер.
- 2011 — Покоління (короткометражний) — пасажир, що цілується.
- 2011—2012 — Кровинушка (Росія) — епізод.
- 2012 — Особисте життя слідчого Савельєва (Росія, Україна) — адміністратор стрипклубу.
- 2012 — СБУ. Спецоперація — експедитор.
- 2013 — Поки ще жива (Росія) — бармен (немає в титрах).
- 2013 — Спецзагін «Шторм» (Росія, Україна) — старшина в яхт-клубі.
- 2013 — Тест на кохання — епізод.
- 2013 — Чорні кішки (Росія) — капітан ВОХР (немає в титрах).
- 2013 — Шулер (Росія, Україна) — наречений (немає в титрах).
- 2014 — Веселі хлоп'ята;) (Росія) — кур'єр на пляжі.
- 2014 — Курортна поліція (Росія) — кіоскер на пляжі (немає в титрах).
- 2014 — Смайлик (Росія) — лікар швидкої допомоги (немає в титрах).
- 2014 — Син за батька (Росія) — конферанс'є.
- 2014 — Ти мене кохаєш? — випадковий перехожий.
- 2015 — Перекладач (Росія) — глядач на святі.
- 2016 — Жінка його мрії (Росія) — епізод.
- 2016 — Одинак — епізод.
- 2017 — Ментівські війни. Одеса — міліціонер в Чорноморську.

## Особисте життя
У червні 2014 року, після 10-річного знайомства з Іриною Львовою, зробив їй пропозицію руки і серця під час спектаклю «Ladies Night» у театрі Музичної комедії імені М. Водяного
У 2017 році пара розлучилася. Ірина «натанцювала» дитину з іншим чоловіком на уроках «Танго». В неї нова сім'я. Юра втратив мати. Смерть мами розставила все по своїх місцях.  
.